# 일광사 독성상
일광사 독성상은 전북특별자치도 군산시 성산면 여방리, 일광사에 있는 불상이다. 2005년 12월 27일 군산시의 향토문화유산 제13호로 지정되었다.

## 개요
목조로 만들어진 독성상으로 남인도 천태산에 거주하며 부처님의 수기를 받고 정신하는 나한 중의 한 분으로서 독성수(獨聖修) 또는 독성존자라고도 한다. 독성은 그림으로 많이 조성되었으나 조각상으로 남아있는 예가 많지 않다는 점에서 일광사 독성상은 의의가 크다.